# Mercedes-Benz Medio
Mercedes-Benz Medio — автобус малого класса, выпускаемый предприятием Mercedes-Benz Türk на основе Mercedes-Benz Vario с сиденьями Kirchheim / Teck. Производится как пригородный и междугородний.

## История
Mercedes-Benz Medio был представлен на международной выставке «IAA» в 2000 году. Он был первым микроавтобусом, разработанным исследовательским центром EvoBus, и имел 26 сидячих мест в туристической версии и 40 в рейсовой. Длина составляет 7600 м, полная масса — 8,2 тонны, колёсная база — 4250 мм.
Базой для Mercedes-Benz Medio стали шасси и агрегаты от Mercedes-Benz Vario BM670, но с комфортной задней пневматической подвеской и двигателем OM 904 LA различной мощности с 6-ти ступенчатой механической коробкой переключения передач. Разработка была совместно с итальянским кузовным ателье Tomassini, которое с начала 2000 года входит в состав EvoBus. Оснащение модели то же, что и у моделей Mercedes-Benz Tourismo и Mercedes-Benz Travego.